# NGC 6984
NGC 6984 је спирална галаксија у сазвежђу Индијанац која се налази на NGC листи објеката дубоког неба.
Деклинација објекта је - 51° 52' 15" а ректасцензија 20h 57m 54,2s. Привидна величина (магнитуда) објекта NGC 6984 износи 12,5 а фотографска магнитуда 13,2. Налази се на удаљености од 45,723 милиона парсека од Сунца. NGC 6984 је још познат и под ознакама ESO 235-20, AM 2054-520, IRAS 20543-5203, PGC 65798.